# عثمان بن داود
عثمان بن داود (بالإنجليزية: athmane bendaoud)‏ ممثل ومسرحي جزائري. تخرج من معهد الفنون الدرامية ببرج الكيفان، وبدأ مسيرته الفنية بتقديم أول مسرحية احترافية للأطفال في عام 1992 بعنوان "حنو"، والتي شكلت بدايته في هذا المجال.

## أعمال

### السينما
| مسلسلات | مسلسلات                        | مسلسلات | مسلسلات |
| السنة   | العنوان                        | الدور   | تفاصيل  |
| ------- | ------------------------------ | ------- | ------- |
| 2015    | أبواب الشمس: الجزائر إلى الأبد | أشرف    | أكشن    |

### التلفاز
| مسلسلات | مسلسلات            | مسلسلات           | مسلسلات |
| السنة   | العنوان            | الدور             | تفاصيل  |
| ------- | ------------------ | ----------------- | ------- |
| 2007    | موعد مع القدر      | الدكتور مالك      | دراما   |
| 2008    | جمعي فاميلي        | بدر الدين (بيدرو) | كوميديا |
| 2009    | جمعي فاميلي 2      | بدر الدين (بيدرو) | كوميديا |
| 2011    | جمعي فاميلي 3      | بدر الدين (بيدرو) | كوميديا |
| 2015    | السلطان عاشور 10   | الملك دحمانوس     | كوميديا |
| 2017    | السلطان عاشور 10 2 | الملك دحمانوس     | كوميديا |
| 2021    | السلطان عاشور 10 3 | الملك دحمانوس     | كوميديا |
| 2023    | دار لفشوش          | سي محي الدين      | كوميديا |
| 2024    | دار لفشوش          | سي محي الدين      | كوميديا |
| 2025    | بنات المحروسة      |                   | دراما   |
| 2025    | الحصلة العائلة 007 |                   | كوميديا |
| 2025    | الفراق             |                   | دراما   |

## روابط خارجية
- عثمان بن داود على موقع قاعدة بيانات الأفلام العربية